# Dicranomyia (Dicranomyia) parjanya
Dicranomyia (Dicranomyia) parjanya is een tweevleugelige uit de familie steltmuggen (Limoniidae). De soort komt voor in het Oriëntaals gebied.